# Brian Dabul
Brian Dabul, né le 24 février 1984 à Buenos Aires, est un joueur de tennis argentin gaucher, professionnel de 2001 à 2011.
Le 23 mai 2009, alors classé 109e mondial, il bat Rafael Nadal lors d'un match exhibition disputé la veille du tournoi de Roland-Garros sur le score de 7-5.

## Palmarès

### Titre en double messieurs
| No | Date       | Nom et lieu du tournoi     | Catégorie | Dotation  | Surface      | Partenaire   | Finalistes                       | Score    |          |
| -- | ---------- | -------------------------- | --------- | --------- | ------------ | ------------ | -------------------------------- | -------- | -------- |
| 1  | 02-02-2009 | Movistar Open Viña del Mar | ATP 250   | 445 000 $ | Terre (ext.) | Pablo Cuevas | František Čermák Michal Mertiňák | 6-3, 6-3 | Parcours |

## Résultats en Grand Chelem

### En simple
| Année | Open d'Australie | Open d'Australie | Internationaux de France | Internationaux de France | Wimbledon       | Wimbledon  | US Open         | US Open    |
| ----- | ---------------- | ---------------- | ------------------------ | ------------------------ | --------------- | ---------- | --------------- | ---------- |
| 2008  | —                | —                | —                        | —                        | 1er tour (1/64) | F. López   | —               | —          |
| 2009  | 2e tour (1/32)   | T. Berdych       | 1er tour (1/64)          | S. Stakhovsky            | 1er tour (1/64) | V. Troicki | —               | —          |
| 2010  | —                | —                | —                        | —                        | —               | —          | 1er tour (1/64) | R. Federer |
| 2011  | 1er tour (1/64)  | N. Mahut         | 1er tour (1/64)          | J. Tipsarević            | —               | —          | —               | —          |

N.B. : à droite du résultat se trouve le nom de l'ultime adversaire.

### En double
| Année | Open d'Australie           | Open d'Australie        | Internationaux de France | Internationaux de France | Wimbledon | Wimbledon | US Open | US Open |
| ----- | -------------------------- | ----------------------- | ------------------------ | ------------------------ | --------- | --------- | ------- | ------- |
| 2011  | 1er tour (1/32) S. Giraldo | J. Melzer P. Petzschner | —                        | —                        | —         | —         | —       | —       |

N.B. : le nom du ou de la partenaire se trouve sous le résultat ; le nom des ultimes adversaires se trouve à droite.